# Charlotte de La Marck
Charlotte de La Marck (5 novembre 1574 - 15 mai 1594) est la fille d'Henri-Robert de La Marck et de Françoise de Bourbon-Vendôme. Princesse de Sedan et duchesse de Bouillon, elle épouse Henri de La Tour d'Auvergne, duc de Bouillon en novembre 1591, mais meurt en couches en 1594.
Par elle, la principauté de Sedan et le duché de Bouillon passent à la famille La Tour d'Auvergne.
Elle est enterrée à l'église Saint-Laurent de Sedan. 

### Liens
- Château de Sedan
- Fiche généalogique dans la base de données Roglo.